# مادرن مدیا سنتر
مادرن مدیا سنتر (انگلیسی: Modern Media Center) ساختمان اداری ۵۷ طبقه مستقر در شهر چانگژو، چین است، که در سال ۲۰۱۳ احداث گردید.